# ベス・ボツフォード
ベス・アン・ボツフォード（英: Beth Anne Botsford、1981年5月21日 - ）は、アメリカ合衆国の元競泳選手。
北ボルチモア水泳クラブで練習を積み、15歳にしてアトランタオリンピックに出場、100m背泳ぎと女子4×100mメドレーにおいて金メダルを獲得した。後に同じく競泳選手のキッカー・ヴェンシルと結婚した。